# Evangelische Kirche Eidinghausen

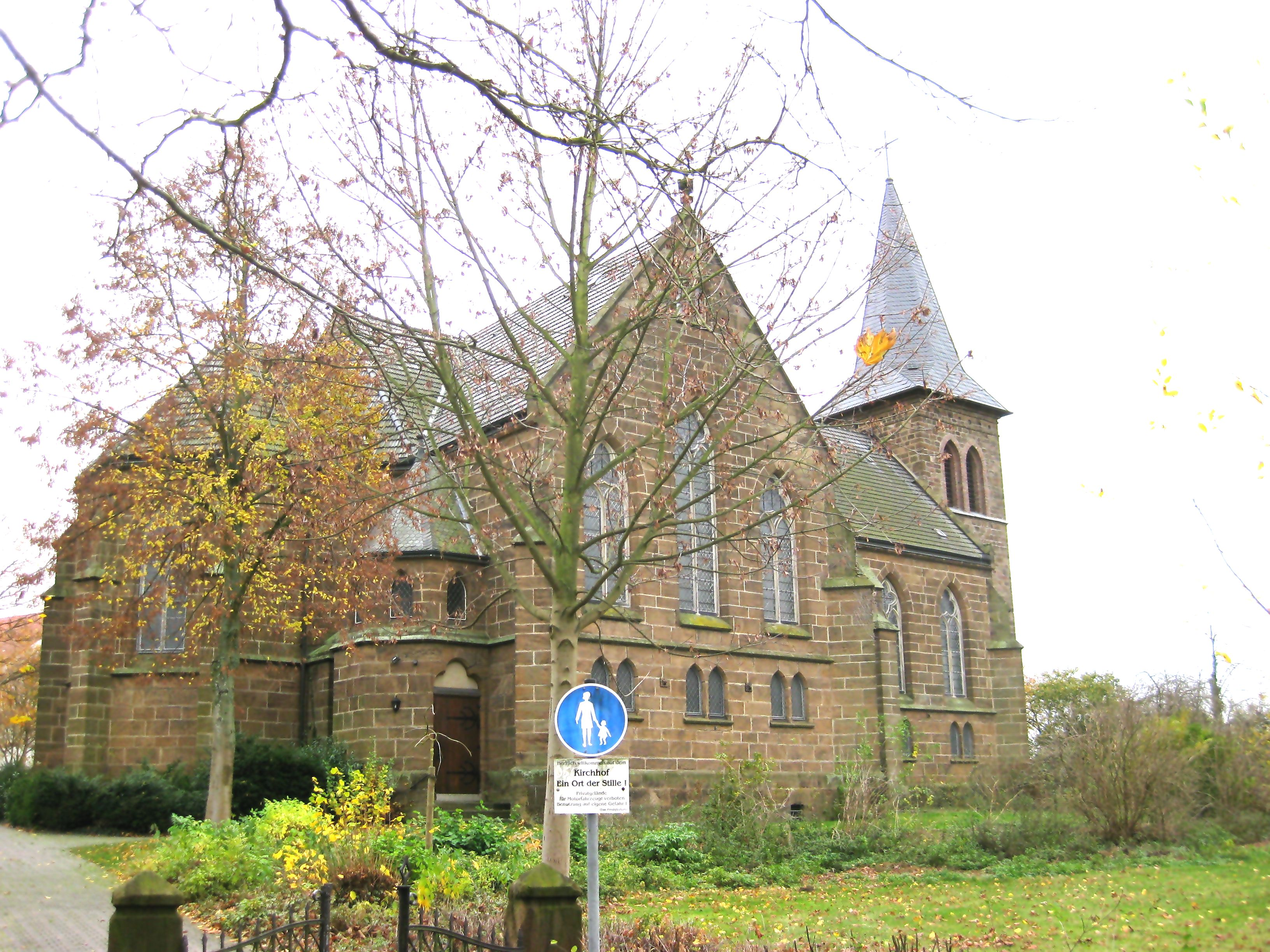
Ansicht von Nordosten

Die Evangelische Kirche Eidinghausen im Stadtteil Eidinghausen der Stadt Bad Oeynhausen ist eine der beiden Pfarrkirchen der Evangelisch-Lutherischen Kirchengemeinde Eidinghausen-Dehme, die dem Kirchenkreis Vlotho der Evangelischen Kirche von Westfalen angehört.

## Baugeschichte und Architektur
Eine Kirche in Eidinghausen wurde erstmals im Jahr 1183 urkundlich erwähnt. Sie war eine Eigenkirche und spätere Patronatskirche des Abdinghofklosters in Paderborn. Die genaue Baugeschichte ist nicht bekannt. Im 19. Jahrhundert existierte eine gotische Saalkirche. Diese wurde 1802 renoviert, 1866 wurde der baufällige Kirchturm durch einen Neubau ersetzt. In den Jahren 1892 bis 1896 wurde anstelle der alten Kirche das bis heute bestehende neugotische Kirchengebäude mit kreuzförmigem Grundriss errichtet.

## Ausstattung
In der Kirche sind mehrere Kunstwerke aus dem Vorgängerbau erhalten. Von einem spätgotischen Sakramentshäuschen mit Maßwerk und Fialen sind Reste vorhanden. Eine Grabplatte stammt aus der zweiten Hälfte des 16. Jahrhunderts, ein zwölfflammiger Kronleuchter trägt die Jahreszahl 1684. Das Abendmahlsgerät mit silbernem Kelch, versilberter Weinkanne und Hostienbehälter stammt vom Ende des 18. Jahrhunderts. Eine silberne Patene ist unbekannten Alters.
Aus der Erbauungszeit stammt die Altarbibel, die der Gemeinde von Kaiserin Auguste Viktoria geschenkt wurde. Die Orgel wurde 1971 bei Alfred Führer in Wilhelmshaven gebaut.
Die älteste der drei Glocken im Turm stammt aus dem Jahr 1682. Ihre Inschrift weist auf den Verlust der drei früheren Glocken durch Franzosen im Jahr 1679 (Nordischer Krieg) hin. Die beiden neueren Glocken stammen von 1952.
Die Kirche wurde 2012–13 gründlich renoviert und umgebaut. Zentrale Neuerungen sind ein moderner Anbau mit Toiletten und einem Materialraum, die Absenkung des inneren Niveaus, um einen barrierefreien Zugang durch den Turmeingang zu erreichen, und die Umgestaltung des Altarraums. Das neue Ensemble dort, bestehend aus Altar, Kombination Kreuz/Osterkerze, Bibelpult, Sprechpult und Taufbecken, wurde aus Metall von Pater Abraham (Schmiede Abtei Königsmünster) gestaltet.